# Kozloduj (otok)
Kozloduj (bugarski:остров Козлодуй) je drugi po veličini bugarski riječni otok na Dunavu nakon otoka Belene. Nalazi se nasuprot gradu Kozloduju. Duljina mu je oko 7,5 km, a širina se kreće od 0,5 do 1,6 km, ovisno o vodostaju. Prosječna površina je 6,1 km2.
Otok se uzdiže oko 3 do 4 metra iznad rijeke. Floru otoka čine uglavnom stabla riječnih topola, a najznačajniji predstavnici faune su divlje guske i divlje patke koje se tamo gnijezde.
Kako je udaljenost od obale 200 m, otok je dostupan samo brodom.